# Cisticola hunteri
El cistícola de Hunter (Cisticola hunteri) es una especie de ave paseriforme de la familia Cisticolidae endémica de las montañas al noreste de los Grandes Lagos de África.

## Distribución y hábitat
Se encuentra únicamente en las montañas del oeste de Kenia, norte de Tanzania y sureste de Uganda.
Su hábitat natural son las zonas de matorral húmedo de alta montaña.

## Comportamiento
Se alimenta de insectos.
Se caracteriza por cantar a dúo.